# مبارزه برای آزادی
مبارزه برای آزادی (انگلیسی: The Fight for Freedom) فیلمی در ژانر وسترن به کارگردانی دی. دبلیو. گریفیث است که در سال ۱۹۰۸ منتشر شد.

## بازیگران
- فلورانس آئر
- ادوارد دیلان
- جورج گبهارت
- آرتور وی جانسون
- جان جی. آدولفی
- کیت بروس
- رابرت جی. وینیولا